# 阿德里安·溫貝吉
阿德里安·溫貝吉（英語：Adrien Houngbédji，生於1942年3月5日）是貝南政治人物，並且擔任貝南主要政黨民主復興黨領導人。他在1991年至1995年時當選成為國民議會主席，並且在1996年至1998年時擔任了貝南總理；1999至2003年期間他又再度成為國民議會主席，而自從1991年開始他也一直被視為總統選舉的重要候選人之一。

## 外部連結
- Il n’y a de richesse que d’hommes （页面存档备份，存于）